# 柳南区
柳南区（りゅうなん-く）は中華人民共和国広西チワン族自治区柳州市に位置する市轄区。

## 行政区画
- 街道:河西街道、南站街道、鵝山街道、柳南街道、柳石街道、銀山街道、潭西街道、南環街道
- 鎮:太陽村鎮、洛満鎮、流山鎮